# Brent Smedley
Brent Smedley, född 14 januari 1971 i Alexandria, Virginia, USA, är en amerikansk heavy metal-trumslagare. Han har spelat i bandet Iced Earth i tre omgångar, 1996–1997, 1998–1999, 2006–2013 och senast från 2015.
Tidigare har Smedley också spelat i bandet Tempest Reign, men slutade tidigt 2007 för att fokusera på Iced Earth. Han har även spelat i banden Oddyssey och Oracle (från 1988 till 1993 under namnet Prodigy), tillsammans med musiker som hans bror Kent Smedley och James MacDonough, som tidigare har varit basist i Iced Earth. Smedley är också turnerande musiker i Jon Schaffers solo-projekt, Sons of Liberty.
Smedley är också en välkänd truminstruktör och lär ut över hela Jacksonville, Florida, där han för närvarande bor.

## Diskografi (urval)
Med Prodigy
- As Darkness Reigns (demo) (1992)

Med Iced Earth
- Alive in Athens (livealbum) (1999)
- "Overture of the Wicked" (single) (2007)
- Framing Armageddon - Something Wicked Part 1 (studioalbum) (2007)
- The Crucible of Man - Something Wicked Part 2 (studioalbum) (2008)
- Festivals of the Wicked (livealbum) (2011)
- Dystopia (studioalbum) (2011)
- "Dante's Inferno 2011" (singel) (2011)
- 5 Songs (EP) (2011)
- Live in Ancient Kourion (livealbum) (2013)
- Incorruptible (studioalbum) (2017)

Med Tempest Reign
- Calm Before The Storm (EP) (2003
- Catastrophic (studioalbum) (2007)